# John Fourie
John Fourie is een Zuid-Afrikaanse golfprofessional. Hij speelde op de Zuid-Afrikaanse- en Europese Tour.
Als amateur speelde Fourie drie keer in de Eisenhower Trophy. Daarna werd hij in 1970 professional. 
Vanaf de oprichting van de Europese Tour tot 1979 speelde hij in Europa. Hij deed vijf keer mee aan het Brits Open en haalde vier keer de cut. In Zuid-Afrika won hij tien toernooien maar op de Europese Tour won hij alleen de Callers of Newcastle. Het toernooi eindigde in een play-off waar hij Peter Butler, Ángel Gallardo en Tommy Horton versloeg.
In 1992 verscheen hij op de Europese Senior Tour. Negen jaar stond hij in de top-75 van de Order of Merit.

## Gewonnen
South African Tour
- 1970: South African Masters (als amateur)
- 1972: State Mines Open
- 1973: Transvaal Open
- 1974: Dunlop Masters, Western Province Open, Rothmans Medal, Vavasseur International
- 1975: Natal Open
- 1977: Newcastle Open, Botswana Pro-Am Open

Europese Tour
- 1977: Callers of Newcastle

Senior Tour
- 1992: Senior British Open, Belfast Telegraph Irish Senior Masters

## Teams
- Eisenhower Trophy (namens Zuid-Afrika): 1966, 1968, 1970